# 이태리 (배우)
이태리(본명: 이민호, 1993년 6월 28일~)는 대한민국의 배우 겸 유튜버이다.

## 생애
1993년 6월 28일 경기도 남양주시에서 출생한 그는 1998년 SBS 시트콤 《순풍산부인과》의 김정배 역으로 데뷔하였다. 이후 KBS 2TV 드라마 《명성황후》, 《장희빈》, 《마법전사 미르가온》, SBS 드라마 《강남엄마 따라잡기》와 영화 《식객》 등으로 꾸준한 활동을 하였고 MBC 시트콤 《거침없이 하이킥》에 깜짝 카메오로 등장하기도 하였다. 축구 선수가 되고 싶었던 적이 있을 만큼 축구를 좋아해서 중학교 재학 당시 축구부 주장을 맡기도 하였으며 2008년 FC 서울컵 주니어 챔피언십에서 득점 선두를 기록하기도 하였다. 사춘기 시절, 연기를 계속 할 것인가에 대해 고민하기도 했었지만 KBS 2TV 드라마 《구미호: 여우누이뎐》이 연기자의 길을 확고히 하는 계기가 되었다. 이후 KBS 2TV 드라마 《성균관 스캔들》, 《가시나무새》, MBC 드라마 《계백》, KBS 1TV 드라마 《KBS TV 문학관 - 엄지네》 등에 출연하였고, 2012년 MBC 드라마 《해를 품은 달》의 어린 양명군 역 (정일우 아역)으로 출연해 주목을 받으며 앞으로가 더 기대되는 배우로 자리매김 하였다. 이후 SBS 드라마 《옥탑방 왕세자》로 첫 성인 역을 성공적으로 마쳤으며, 뮤지컬 《라카지》와 영화 《런닝맨》에 캐스팅 되면서 배우로서의 활동 영역을 넓혀가고 있다.

## 학력
- 2000년~2006년 명지초등학교 (졸업)
- 2006년~2009년 덕산중학교 (졸업)
- 2009년~2012년 백양고등학교 (졸업)
- 2012년~현재 중앙대학교 공연영상창작학부 연극전공 (재학)

## 경력
- 2012년 청소년 명예 홍보대사 (대한민국 여성가족부)
- 2015년 한국공인회계사회 홍보대사

## 출연 작품

### 드라마
| 연도     | 방송사      | 제목                          | 역할                   | 비고        |
| -------- | ----------- | ----------------------------- | ---------------------- | ----------- |
| 1998     | KBS2        | 야망의 전설                   | 하승준                 |             |
| 1998     | MBC         | 대왕의 길                     | 은신군                 |             |
| 1998     | MBC         | 해바라기                      | 신경외과 박순덕의 아들 |             |
| 1999     | SBS         | 맛을 보여드립니다             |                        |             |
| 2000     | KBS2        | KBS 드라마시티 - 순정만화처럼 |                        |             |
| 2001     | KBS2        | 명성황후                      | 어린 순종              |             |
| 2002     | KBS2        | 장희빈                        | 연잉군                 |             |
| 2004     | SBS         | 장길산                        | 정도령                 |             |
| 2005     | KBS2        | 마법전사 미르가온             | 가온                   |             |
| 2006     | SBS         | 사랑과 야망                   | 박상우                 |             |
| 2006     | MBC         | 불꽃놀이                      | 봉창                   |             |
| 2007     | SBS         | 강남엄마 따라잡기             | 도준웅                 |             |
| 2008     | CTS기독교TV | 이수일 집사와 심순애 권사     | 예준                   |             |
| 2009     | KBS2        | 경숙이 경숙아버지             | 진수                   |             |
| 2010     | KBS2        | 구미호: 여우누이뎐            | 조정규                 |             |
| 2010     | KBS2        | 성균관 스캔들                 | 복수                   |             |
| 2010     | MBC         | 폭풍의 연인                   | 이형우                 |             |
| 2011     | KBS2        | 가시나무새                    | 어린 이영조            | 주상욱 아역 |
| 2011     | MBC         | 계백                          | 어린 문근              | 현성 아역   |
| 2011     | MBC         | 천 번의 입맞춤                | 문기준                 |             |
| 2011     | KBS1        | KBS TV 문학관 - 엄지네        | 석호                   |             |
| 2012     | MBC         | 해를 품은 달                  | 어린 양명군            | 정일우 아역 |
| 2012     | SBS         | 옥탑방 왕세자                 | 송만보                 |             |
| 2012     | SBS         | 대풍수                        | 우왕                   |             |
| 2013     | KBS2        | 칼과 꽃                       | 태자                   | 특별 출연   |
| 2013     | KBS2        | 총리와 나                     | 박희철                 |             |
| 2014     | 네이버TV    | 텔레포트 연인                 | 한동혁                 | 웹드라마    |
| 2015     | MBC         | 화정                          | 효종                   |             |
| 2017     | MBC         | 병원선                        | 송우재                 | 특별 출연   |
| 2018     | JTBC        | 뷰티 인사이드                 | 정주환                 |             |
| 2018     | 채널A       | 커피야 부탁해                 | 문정원                 |             |
| 2019     | OCN         | 보이스 3                      | 브로커 토모유키        | 특별 출연   |
| 2019     | tvN         | 검색어를 입력하세요 WWW       | 고도리                 | 특별 출연   |
| 2019     | MBC         | 어쩌다 발견한 하루            | 진미채 / 금진미        |             |
| 2020     | tvN         | 구미호뎐                      | 이무기                 |             |
| 2020     | tvN         | 여신강림                      | 왕현빈                 | 특별 출연   |
| 2021     | KBS2        | 신사와 아가씨                 | 마현빈                 | 특별 출연   |
| 2022     | KBS1        | 태종 이방원                   | 양녕대군               |             |
| 2022     | KBS2        | 붉은 단심                     | 박남상                 |             |
| 2023     | JTBC        | 이 연애는 불가항력            | 김욱                   |             |
| 2023     | MBN         | 니캉내캉                      | 이원                   |             |
| 방송예정 | 미정        | 열혈주부 명탐정               |                        |             |

### 시트콤
| 연도 | 방송사 | 제목            | 역할        | 비고        |
| ---- | ------ | --------------- | ----------- | ----------- |
| 1998 | SBS    | 순풍산부인과    | 김정배      |             |
| 2002 | KBS2   | 동물원 사람들   | 정민호      |             |
| 2003 | SBS    | 똑바로 살아라   | 이준오      | 특별 출연   |
| 2006 | MBC    | 거침없이 하이킥 | 어린 이순재 | 이순재 아역 |

### 영화
| 연도 | 제목                                | 역할                      | 비고        |
| ---- | ----------------------------------- | ------------------------- | ----------- |
| 2007 | 식객                                | 어린 김성찬 (김강우 아역) |             |
| 2007 | 바람개비가 돈다                     | 면접생 1                  |             |
| 2009 | 사실은 있잖아, 나한테 초능력이 있어 | 소년                      | 단편 영화   |
| 2010 | 귀                                  | 박철민                    |             |
| 2012 | 하울링                              | 조상길 아들               |             |
| 2013 | 런닝맨                              | 차기혁                    |             |
| 2014 | 청춘학당: 풍기문란 보쌈 야사        | 목원                      |             |
| 2015 | 경계 위의 남자                      | 검사                      |             |
| 2016 | 시간이탈자                          | 어린 강승범               | 정진영 아역 |
| 2018 | 미스터리 파이터                     |                           | 중국 영화   |
| 2018 | 더 비터 스윗                        |                           | 중국 영화   |
| 2018 | 여곡성                              | 해천비                    |             |
| 2019 | 못말리는 컬링부                     | 민우                      |             |
| 2020 | 아나스타샤: 원스 어폰 어 타임       | 아시아의 왕자 프린스 리   | 미국 영화   |

### 뮤지컬
| 연도 | 제목              | 역할     | 기간                  |
| ---- | ----------------- | -------- | --------------------- |
| 2005 | 마법전사 미르가온 | 가온     | 2005.07.22~2005.08.21 |
| 2006 | 어린이 연금술사   | 산티아고 | 2006.07.17~2006.08.24 |
| 2012 | 라카지            | 장미셀   | 2012.07.04~2012.09.04 |

### 교양
| 연도 | 방송사 | 제목             | 역할   | 날짜       |
| ---- | ------ | ---------------- | ------ | ---------- |
| 1999 | KBS2   | TV는 사랑을 싣고 | 이휘재 | 1999.06.18 |
| 2000 | KBS2   | TV는 사랑을 싣고 | 조성모 | 2000.02.11 |
| 2005 | KBS2   | TV는 사랑을 싣고 | 이영범 | 2005.01.02 |

### 예능
| 연도 | 방송사 | 제목                     | 역할                | 비고                  |
| ---- | ------ | ------------------------ | ------------------- | --------------------- |
| 2018 | MBC    | 미스터리 음악쇼 복면가왕 | 썩 꺼지시오! 소방차 | 2018.08.05~2018.08.12 |
| 2021 | 유튜브 | 태리비젼 TAERIVISION     | 진행자              | 웹 예능               |

### 뮤직비디오
| 연도 | 가수 | 노래              | 공동 출연 | 비고 |
| ---- | ---- | ----------------- | --------- | ---- |
| 2012 | 투빅 | 또 한 여잘 울렸어 |           |      |

### 광고
| 연도 | 기업         | 제품             | 종류          | 공동 출연                      |
| ---- | ------------ | ---------------- | ------------- | ------------------------------ |
| 1999 | 교원구몬     | 구몬학습         | 학습지        | 오지명, 박영규, 권오중, 김성은 |
| 1999 | 롯데푸드     | 토끼사냥         | 아이스크림    | 김진수                         |
| 1999 | 삼성당       | 삼성당           | 도서          |                                |
| 1999 | 농심         | 애콘             | 과자          |                                |
| 1999 | 종근당       | 자황             | 의약품        | 심형래                         |
| 1999 | 샤니         | 포켓몬스터 빵    | 빵            |                                |
| 2001 | 농심         | 조청유과         | 과자          | 명계남, 김창완                 |
| 2006 | LG전자       | 엑스캔버스       | 가전          |                                |
| 2012 | 이베이코리아 | G마켓 스타샵     | 온라인 쇼핑몰 |                                |
| 2012 | 삼성전자     | 삼성 갤럭시 노트 | 핸드폰        |                                |

## 수상 및 후보
| 연도 | 시상식       | 부문                   | 작품               | 결과 |
| ---- | ------------ | ---------------------- | ------------------ | ---- |
| 2007 | SBS 연기대상 | 남자 아역상            | 강남엄마 따라잡기  | 후보 |
| 2012 | MBC 연기대상 | 남자 아역상            | 해를 품은 달       | 후보 |
| 2019 | MBC 연기대상 | 수목 드라마부문 조연상 | 어쩌다 발견한 하루 | 후보 |